# Joseph Salas
Joseph Salas est un boxeur américain né le 28 décembre 1905 à Los Angeles et mort le 11 juin 1987 à Carlsbad, Californie.

## Carrière
Champion de États-Unis de boxe amateur en 1924 dans la catégorie poids plumes, il remporte également la médaille d'argent aux Jeux olympiques de Paris la même année. Après avoir battu Agnew Burlie, Heinz Levy, Bruno Petrarca et Jean Devergnies, Salas s'incline aux points en finale contre Jackie Fields. Il passe professionnel quelques mois plus tard mais ne remporte pas de titre majeur.

## Palmarès

### Jeux olympiques
- Jeux olympiques de 1924 à Paris[2] (poids plumes)